# ويليام برانش جايلز
ويليام برانش جايلز هو محامي وسياسي أمريكي، ولد في 12 أغسطس 1762 في مقاطعة أميليا في الولايات المتحدة، وتوفي بنفس المكان في 4 ديسمبر 1830. نشط حزبياً في الحزب الجمهوري الديمقراطي والحزب الديمقراطي.

## مناصب
- انتخب عضو مجلس الشيوخ الأمريكي [الإنجليزية]‏ عن دائرة المقعد الثاني لفرجينيا ‏ وقد انضم خلال فترته النيابية [الإنجليزية]‏ (4 ديسمبر 1804 – 4 مارس 1805) للكتلة البرلمانية الحزب الجمهوري الديمقراطي.
- انتخب عضو مجلس الشيوخ الأمريكي [الإنجليزية]‏ عن دائرة المقعد الثاني لفرجينيا ‏ وقد انضم خلال فترته النيابية [الإنجليزية]‏ (4 مارس 1813 – 4 مارس 1815) للكتلة البرلمانية الحزب الجمهوري الديمقراطي.
- انتخب عضو مجلس الشيوخ الأمريكي [الإنجليزية]‏ عن دائرة المقعد الثاني لفرجينيا ‏ وقد انضم خلال فترته النيابية [الإنجليزية]‏ (4 مارس 1811 – 4 مارس 1813) للكتلة البرلمانية الحزب الجمهوري الديمقراطي.
- انتخب عضو مجلس الشيوخ الأمريكي [الإنجليزية]‏ عن دائرة المقعد الثاني لفرجينيا ‏ وقد انضم خلال فترته النيابية [الإنجليزية]‏ (4 مارس 1809 – 4 مارس 1811) للكتلة البرلمانية الحزب الجمهوري الديمقراطي.
- انتخب عضو مجلس الشيوخ الأمريكي [الإنجليزية]‏ عن دائرة المقعد الثاني لفرجينيا ‏ وقد انضم خلال فترته النيابية [الإنجليزية]‏ (4 مارس 1807 – 4 مارس 1809) للكتلة البرلمانية الحزب الجمهوري الديمقراطي.
- انتخب عضو مجلس الشيوخ الأمريكي [الإنجليزية]‏ عن دائرة المقعد الثاني لفرجينيا ‏ وقد انضم خلال فترته النيابية [الإنجليزية]‏ (4 مارس 1805 – 4 مارس 1807) للكتلة البرلمانية الحزب الجمهوري الديمقراطي.
- انتخب عضو مجلس الشيوخ الأمريكي [الإنجليزية]‏ عن دائرة Virginia Class 1 senate seat ‏ وقد انضم خلال فترته النيابية [الإنجليزية]‏ (11 أغسطس 1804 – 4 ديسمبر 1804) للكتلة البرلمانية الحزب الجمهوري الديمقراطي.
- انتخب عضو مجلس نواب فرجينيا  [لغات أخرى]‏.
- انتخب حاكم فرجينيا [الإنجليزية]‏ (4 مارس 1827 – 4 مارس 1830).
- انتخب عضو مجلس نواب الولايات المتحدة عن ولاية فرجينيا ‏.
- انتخب عضو مجلس النواب الأمريكي [الإنجليزية]‏ عن دائرة Virginia's 9th congressional district [الإنجليزية]‏ (7 ديسمبر 1790 – 2 أكتوبر 1798).
- انتخب عضو مجلس الشيوخ الأمريكي [الإنجليزية]‏ (11 أغسطس 1804 – 4 ديسمبر 1804).